# Fitz W. Guerin
Fitz W. Guerin (17. března 1846, New York – 11. července 1903, St. Louis) byl držitelem Medaile cti za hrdinství vykonané v americké občanské válce. Po návratu do civilu se stal úspěšným společenským fotografem v St. Louis v Missouri.

## Mládí
Narodil se v New Yorku, New York. Ve třinácti letech se vydal na vlastní pěst do světa a pracoval pro společnost Merrill Drug Company v St. Louis a Western Union.

## Americká občanská válka
Jako teenager vstoupil do armády Unie a sloužil u generálů Williama Tecumseha Shermana, Nathaniela Lyona a Ulyssese S. Granta. Za své činy ve spojení se seržantem Henrym A. Hammelem a vojínem Josephem Peschem ve dnech 28. a 29. dubna 1863 byla vojákovi Guerinovi udělena čestná medaile.
Dne 10. března 1896 od prezidenta Spojených států amerických a jménem Kongresu dostal čestnou medaili za mimořádné hrdinství ve dnech 28. a 29. dubna 1863, když sloužil u baterie A, 1. Missouri Light Artillery, v akci v Grand Gulf, Mississippi. Se dvěma dalšími vojáky dobrovolně zaujal pozici na palubě parníku Cheeseman, kde měl na starosti všechny zbraně a střelivo z baterie, a zůstal na palubě po značnou dobu, zatímco parník byl neovladatelný a vystavený těžké palbě nepřítele.

## Fotografická kariéra
Po válce se vrátil do St. Louis a dělal podřadné práce ve fotografické galerii. Pak si na chvíli našel lépe placenou práci telegrafního technika u železnice, ale vrátil se k fotografování. Navázal partnerství s dalšími umělci a založil Remington, Guerin a Mills Gallery v Ottumwě v Iowě. Nakonec byl od společníků vyplacen a vrátil se do St. Louis, kde pracoval pro několik zavedených fotografů a učil se obchodovat.
Nakonec v roce 1876 založil vlastní podnik. Když získal ocenění na světové výstavě v Paříži, stal se přes noc úspěšným fotografem. Vybudoval si reputaci, získal mezinárodní uznání za své portréty a několikrát byl zvolen prezidentem Národní fotografické společnosti. Ve městě otevřel několik dalších galerií, kterých během své 27leté kariéry vlastnil celkem šest.
Průkopnické fotografky Emme a Mayme Gerhardové u něho studovaly tři roky. Když v lednu 1903 odešel do důchodu, své studio jim prodal.
Guerin zemřel na infarkt 11. července 1903. Byl pohřben na hřbitově Bellefontaine v St. Louis, na stejném místě odpočinku jako jeho spolupříjemci Medaile cti, Hammel a Pesch.
Článek časopisu American Heritage z roku 1982 ho označil za „turbid Victorian hack“, i když připouštěl, že byl technicky nadaný. Některé z jeho fotografií vlastní ve svých sbírkách Kongresová knihovna.

## Galerie

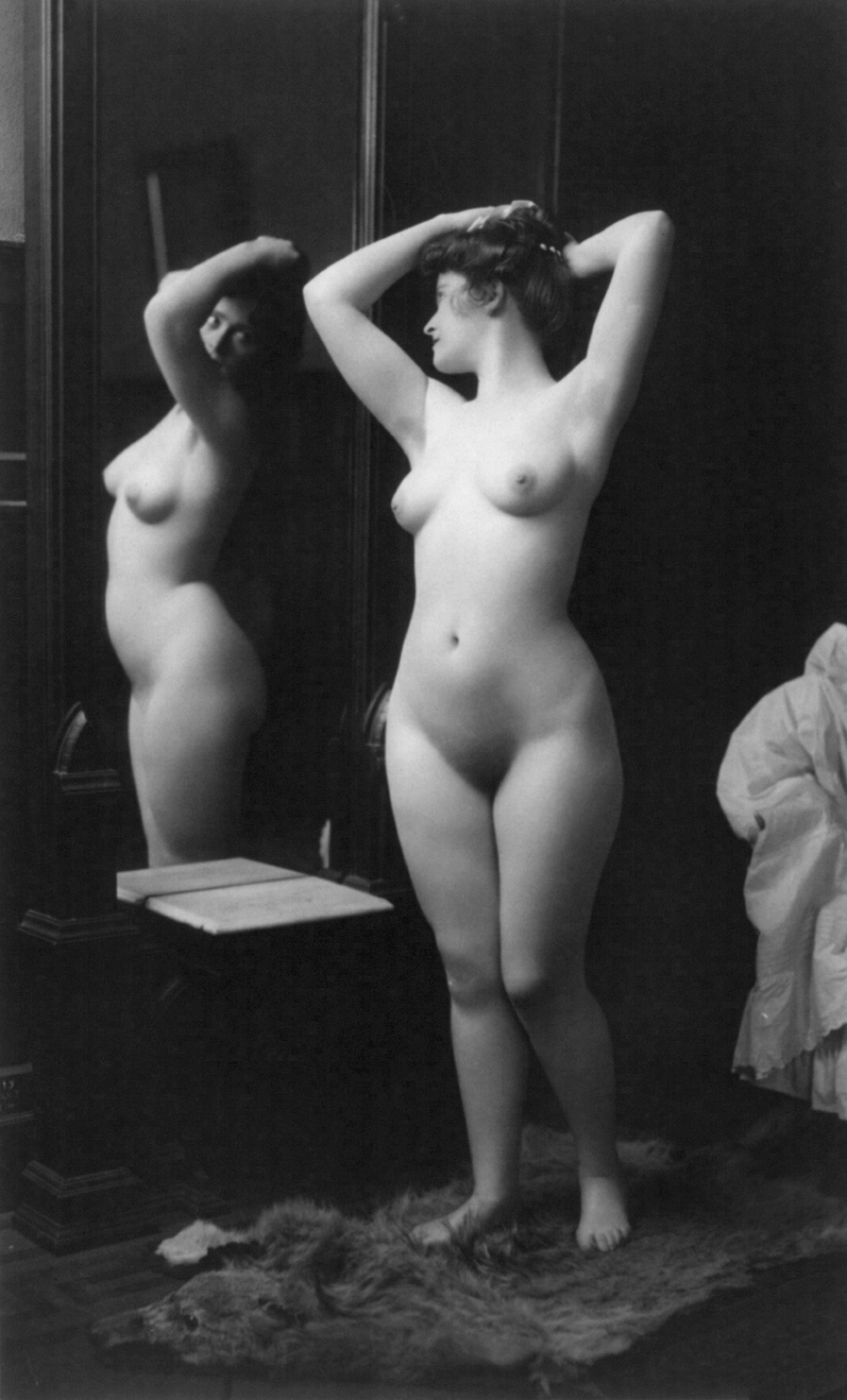
Nude young woman modeling
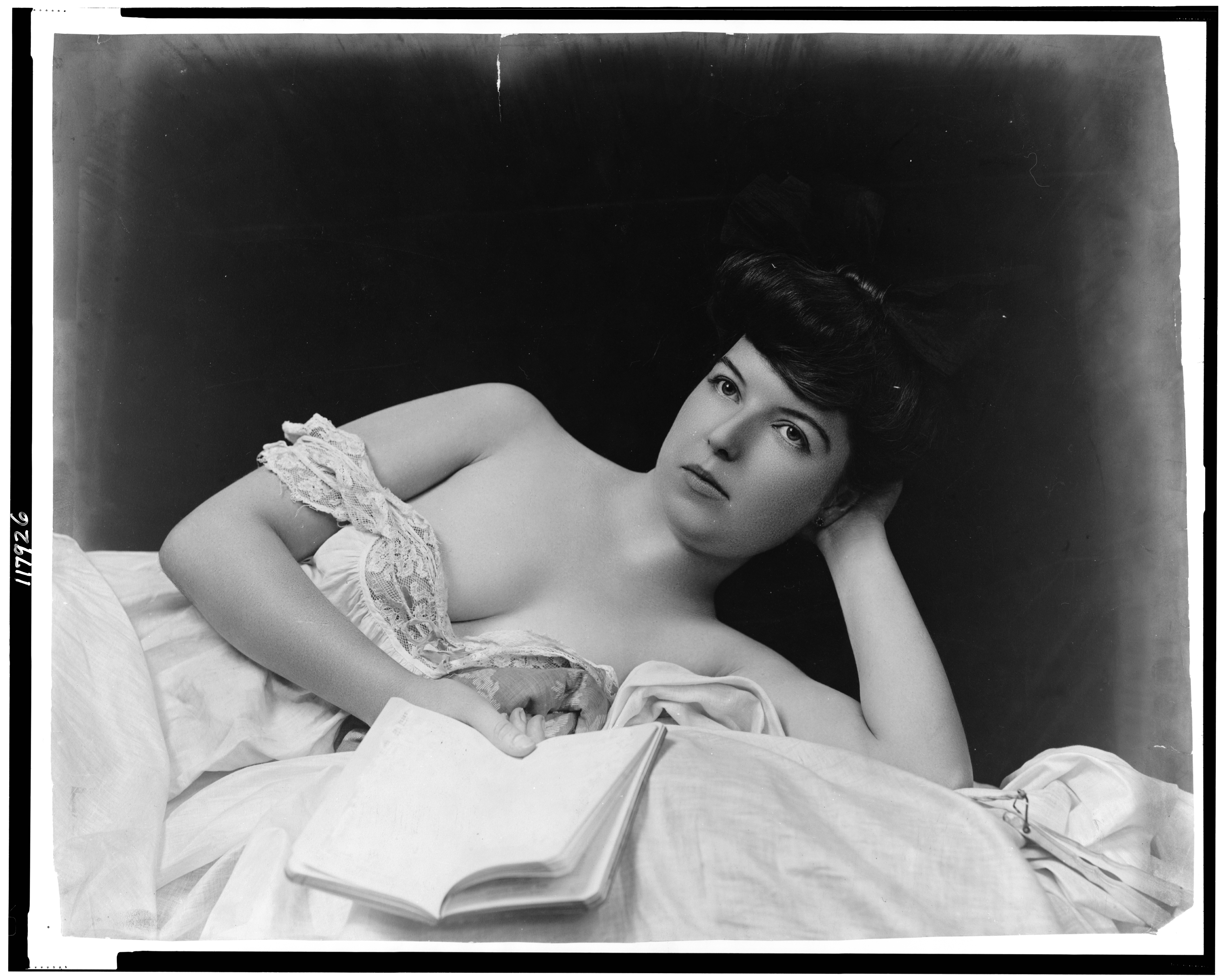
Young woman, wearing negligee, lying in bed, holding book
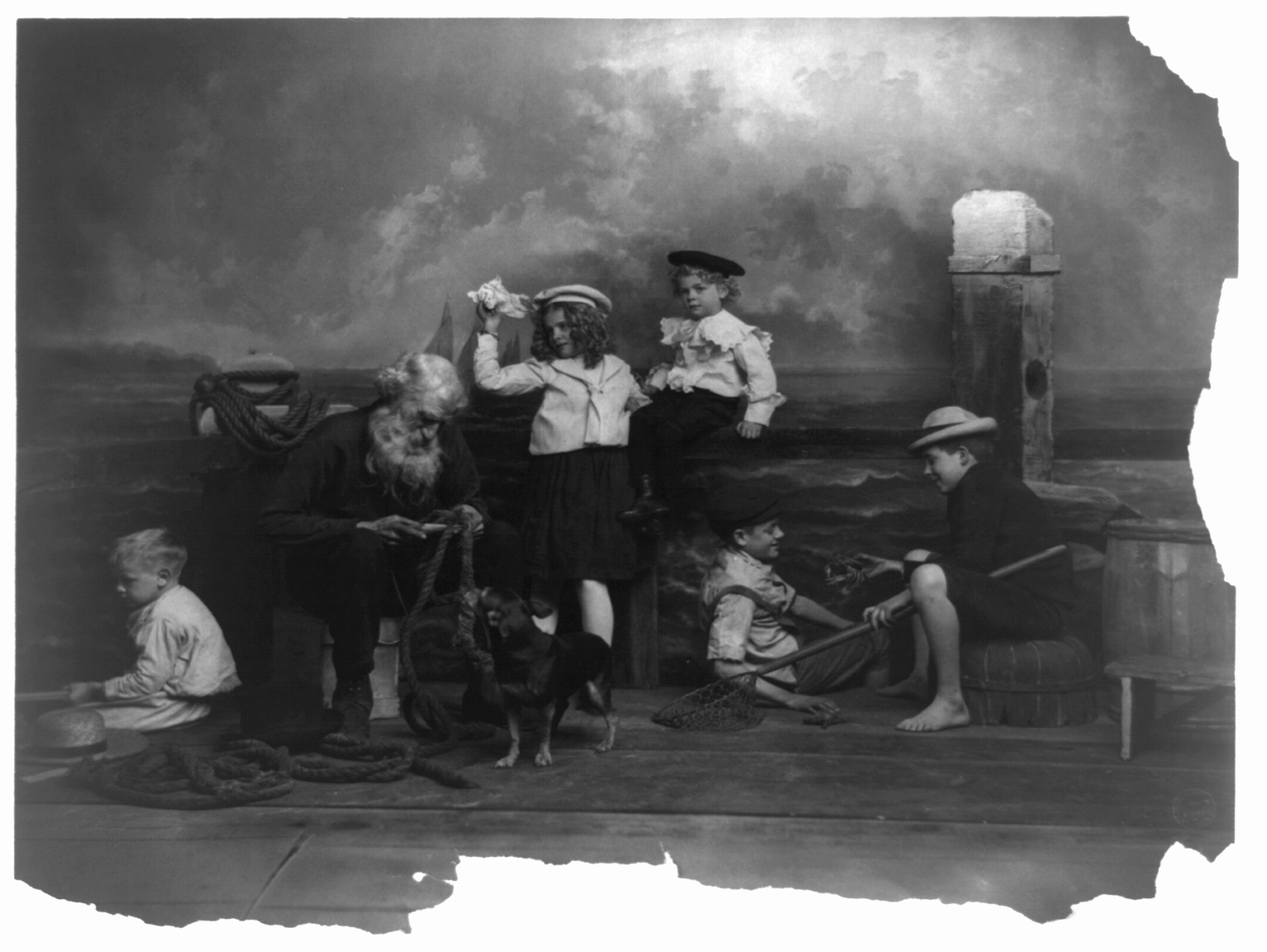
Bearded man weaving rope, 5 children and dog on pier
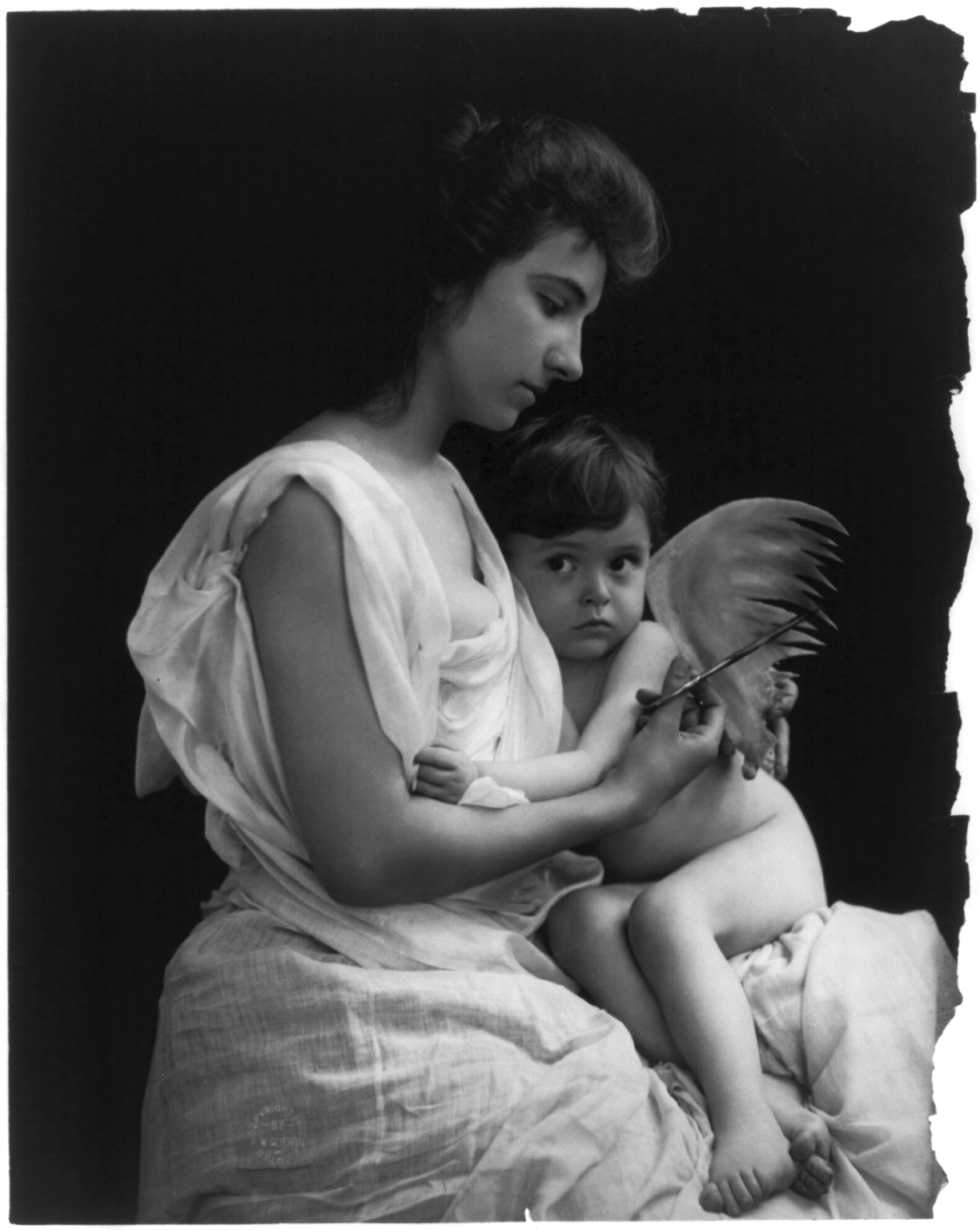
Woman holding scissors and winged child
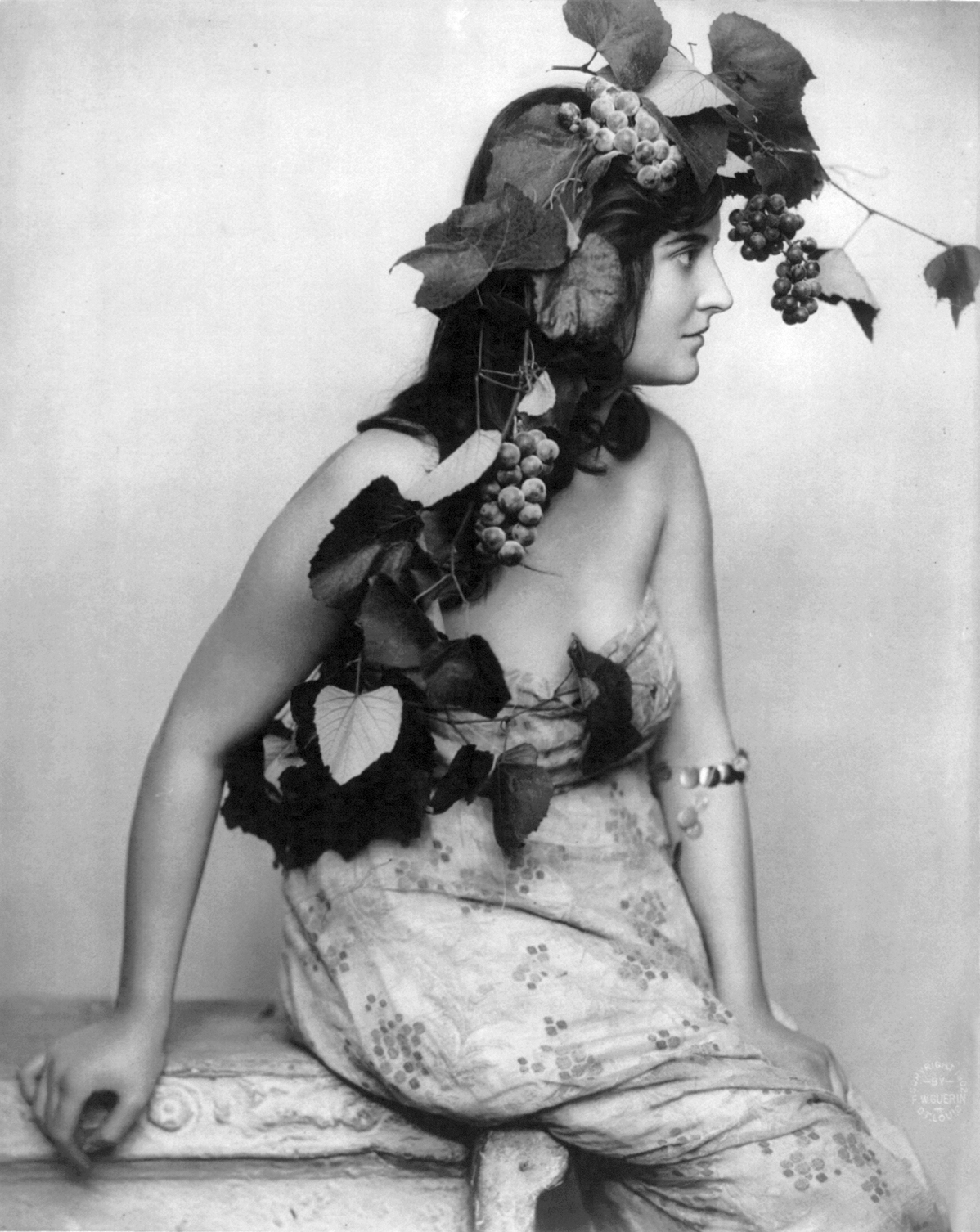
Young woman with grapes and vines
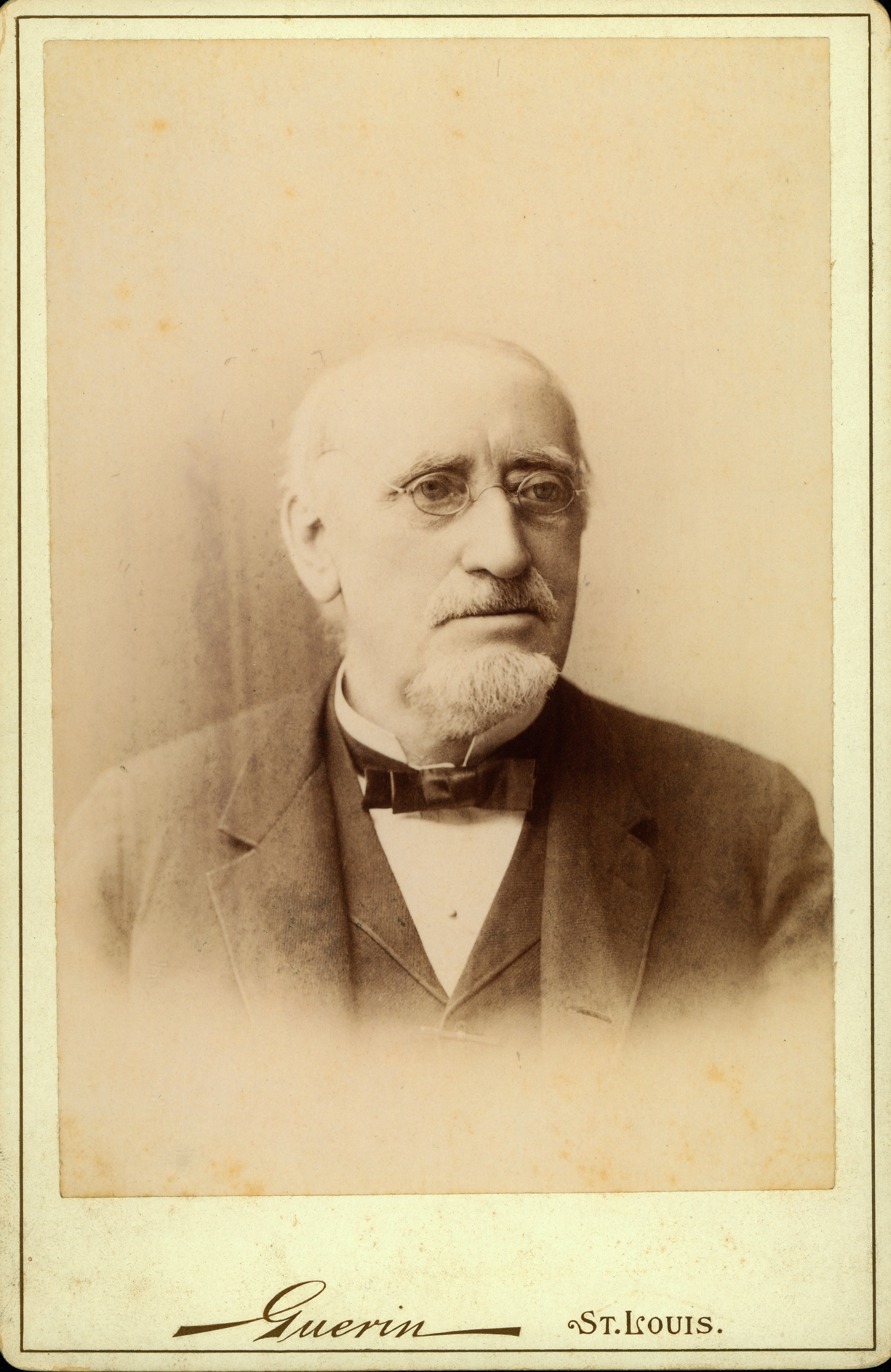
George I. Barnett
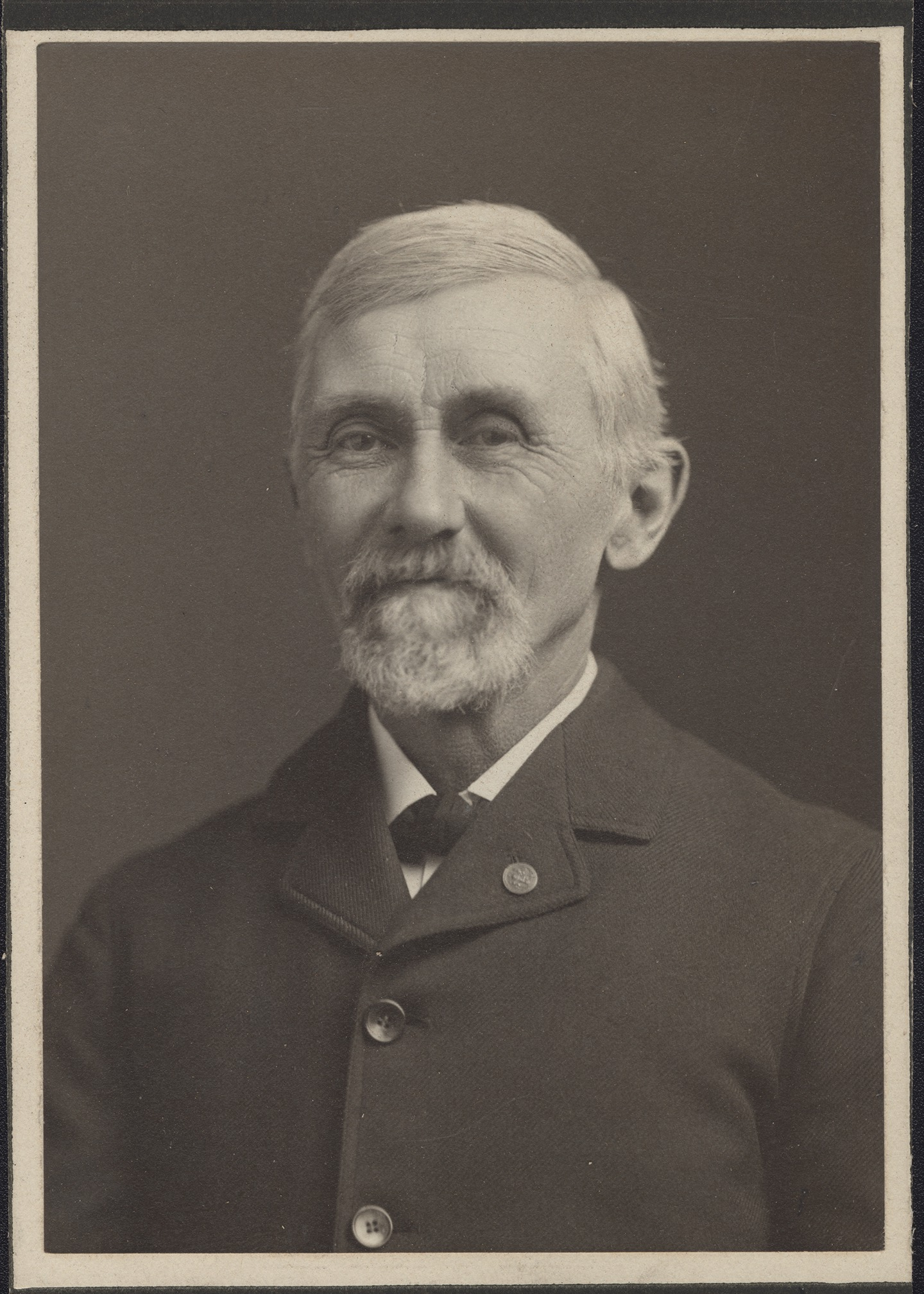
J. D. Edwards (Union veteran)
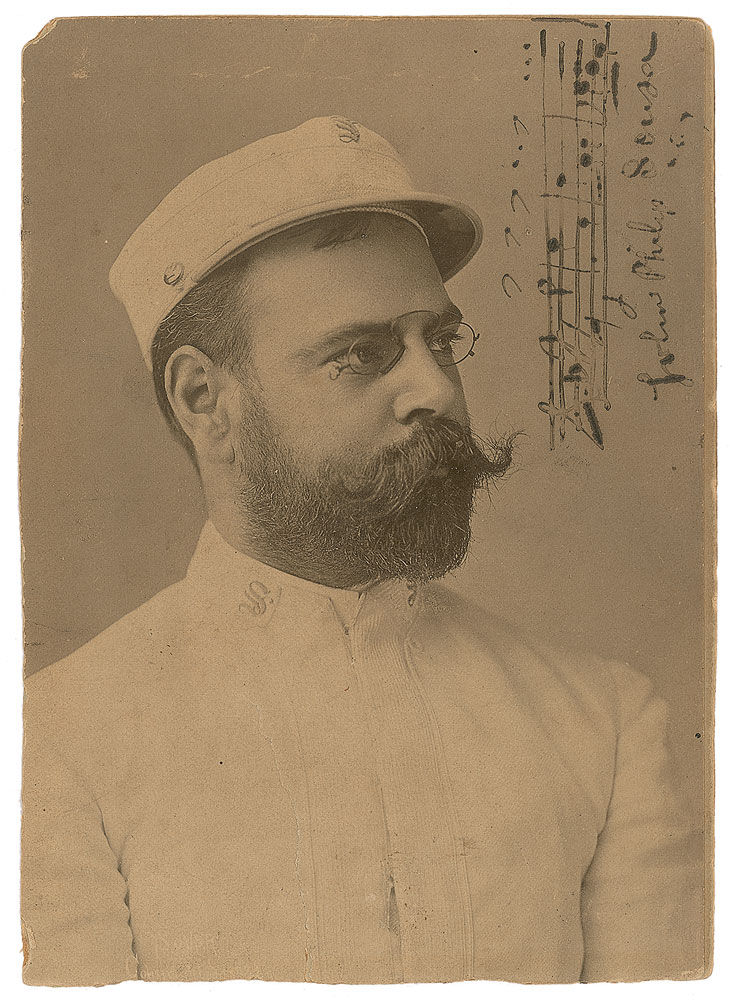
John Philip Sousa